# 九門口戰鬥
九門口戰鬥發生於1933年1月10日－2月4日，地點則是在中國河北九門口一帶。是抗日戰爭初期的主要戰鬥之一，交戰一方為守軍之國民革命軍，另一方則為日軍。而以東北軍第九旅為主的國民革命軍，其參與領導者為何柱國。最後，日軍佔領九門口，另外，鄭桂林部以游擊隊方式攻擊日軍。